# 天主教聖何塞總教區
天主教聖何塞總教區 （拉丁語：Archidioecesis Sancti Sancti Iosephi in Costarica）是哥斯達黎加一個羅馬天主教教省總教區，下轄七個教區。是該國唯一一個總教區。
1850年2月28日自萊昂教區分出，成立教區，時屬危地馬拉總教區。1921年2月16日升為總教區。
總教區範圍包括聖何塞省和埃雷迪亞省一部分。2010年有教友1,168,000人（佔轄區總人口74.6%）、107個堂區、339名司鐸。現任教區總主教為若瑟·拉斐爾·基羅斯·基羅斯。